# Bumblebee (film)
Bumblebee is een Amerikaanse actie-sciencefictionfilm uit 2018, geregisseerd door Travis Knight en geschreven door Christina Hodson. De film is de zesde van de Transformers-filmreeks en een prequel op Transformers uit 2007 en Transformers: Rise of the Beasts uit 2023.

## Verhaal
Verscholen op een autokerkhof ergens in Californië in 1987 bevindt zich de zwaar beschadigde Bumblebee. De zeventienjarige tiener Charlie (Hailee Steinfeld) ontdekt de auto, een Volkswagen Kever, en begint hem te herstellen. Charlie komt tot de ontdekking dat Bumblebee geen gewone auto is en wanneer Bumblebees toekomst bedreigd wordt, doet ze  er alles aan om haar nieuwe vriend te beschermen.

## Rolverdeling
| Acteur              | Personage                      |
| ------------------- | ------------------------------ |
| Hailee Steinfeld    | Charlie Watson                 |
| John Cena           | Sector 7-agent Jack Burns      |
| Jorge Lendeborg Jr. | Guillermo "Memo" Gutierrez     |
| John Ortiz          | Dr. Powell                     |
| Jason Drucker       | Otis Watson                    |
| Pamela Adlon        | Sally Watson                   |
| Stephen Schneider   | Ron                            |
| Glynn Turman        | Generaal Whalen                |
| Dylan O'Brien       | Bumblebee / B-127 (stem)       |
| Len Cariou          | Oom Hank                       |
| Gracie Dzienny      | Tina Lark                      |
| Ricardo Hoyos       | Tripp Summers                  |
| Nick Pilla          | Sector 7-agent Seymour Simmons |
| Peter Cullen        | Optimus Prime (stem)           |
| Angela Bassett      | Shatter (stem)                 |
| Justin Theroux      | Dropkick (stem)                |
| David Sobolov       | Blitzwing (stem)               |
| Grey Griffin        | Arcee (stem)                   |
| Steve Blum          | Wheeljack (stem)               |
| Andrew Morgado      | Cliffjumper (stem)             |
| Kirk Baily          | Brawn (stem)                   |
| Dennis Singletary   | Ratchet (stem)                 |
| Jon Bailey          | Shockwave / Soundwave (stem)   |

## Productie
Op 12 februari 2016 werd een zesde film in de Transformers-serie aangekondigd. Later werd bekendgemaakt dat de film een spin-off zou zijn met Bumblebee in de hoofdrol. In maart 2017 werd meegedeeld dat Travis Knight zijn regiedebuut zou maken voor de film, gebaseerd op een filmscript van Christina Hodson. Op 31 mei 2017 werd bekendgemaakt dat Hailee Steinfeld gecast was voor de hoofdrol.

### Release en ontvangst
Bumblebee ging op 3 december 2018 in première in Berlijn. De film kreeg positieve kritieken van de filmcritici met een score van 98% op Rotten Tomatoes, gebaseerd op 45 beoordelingen.